# Micrathena pungens
Micrathena pungens là một loài nhện trong họ Araneidae.
Loài này thuộc chi Micrathena. Micrathena pungens được Charles Athanase Walckenaer miêu tả năm 1842.